# Famille d'Aumale
La famille d'Aumale est une famille subsistante de la noblesse française, originaire de Picardie, qui donna de nombreuses branches.
Seule la branche d'Yvrencheux subsiste.

## Origines
Les premiers membres connu sont Guillaume d'Aumale, chevalier, vivant en 1320 et Jean 1er d'Aumale, seigneur Herselines, ou en 1339 il se rendit à Lille en Flandres pour servir le roi de France Philippe de Valois sous le commandement du comte d'Eu, Raoul de Brienne, connetable de France. René de Belleval dans son Nobiliaire de Ponthieu et de Vimeu y mentionne que La Morlière et LeCarpentier font descendre cette famille des anciens comte d'Aumale de la maison de Nesle. On a une filiation suivie à partir de Mery ou Emery d'Aumale, mort en 1425 qui fut seigneur d'Herselines, d'Hocquincourt, d'Hondrechies, de Bouillencourt, etc. Il épouse Jeanne d'Epagny qui est l'héritière de nombreuses seigneuries.

## Branche

### Branche aînée
- Mery ou Emery d'Aumale († 1425), chevalier, seigneur d'Herselines, d'Hondrechies, d'Hocquincourt et de Bouillencourt. marié à Jeanne d'Epagny, Dame D'Epagny, de la Blanchemaison, de Riencourt, du Quesnoy, de Chavigny-le-Sourd et de Bézard-les-Soissons, dont :
  - Jean  dit Hérouard qui suit :
- Jean 1er d'Aumale dit Hérouard († 1469), chevalier, seigneur d'Epagny, du Quesnoy, d'Hondrechies, d'Herselines, de Chavigny & de Bouillencourt, il épousa Jeanne de Moreuil, vicomtesse du Mont-Notre-Dame, Dame de Wiencourt, de Haucourt, de Romicourt, de Fontaine-Notre-Dame, de Lesdain et Montbreham, qui en 1499 partage ses biens et domaines entre ses 5 enfants connu :
  - Jean, qui suit :
  - Renaud, seigneur de Boubers & Romicourt, chanoine de Saint-Quentin en 1512.
  - Guillaume, seigneur de Fontaine-Notre-Dame, auteur de la branche des seigneurs de Nampsel.
  - Isabeau, qui épousa en 1485, Antoine de Brouilly, chevalier, seigneur de Mévilliers, tué à Pavie en 1524.
  - Jeanne, marié en 1488 à Mathieu de Hondecoustre, chevalier.
- Jean II d'Aumale († 1528), chevalier, Vicomte du Mont-Notre-Dame, seigneur du Quesnoy, de Branges, de Lesdain, d'Hondrechies et Montbreham, de son mariage avec Jeanne de Rasse, il eut :
  - Philippe, qui suit :
  - Charles, seigneur du Petit Antreval, de Branges, En 1539 il est avec ses neveux Louis & François d'Aumale au rang des nobles dans le procès-verbal de la coutume de Valois, marié avec Annette de Pas.
  - Charles, auteur de la branche des seigneurs de Haucourt.
  - Madeleine, marié en 1514 à Jean d'Estourmel, seigneur de Templeux, de Guyencourt & de Hessecourt.
- Philippe 1er d'Aumale († 1524), chevalier, vicomte du Mont-Notre-Dame, etc, tué à la bataille de Pavie, il épouse Madeleine de Villiers-l'Isle-Adam, dont 2 fils connus :
  - Louis, qui suit :
  - François, qui est l'auteur de la branche des seigneurs du Quesnoy.
- Louis d'Aumale († 1562), chevalier de l'ordre du Roi, vicomte du Mont-Notre-Dame, seigneur de Châtillon-sur-Marne, etc, fut successivement Pannetier ordinaire de Charles duc d'Orléans. Écuyer d'écurie, Pannetier ordinaire, conseiller et chambellan du roi Henri II. Capitaine de 100 hommes d'armes et lieutenant de 50 lanciers, tué à la bataille de Dreux, il épouse en 1545 Antoinette d'Anglebermer, dont un fils unique :
  - Jacques, qui suit :
- Jacques d'Aumale († 1625), chevalier de l'ordre du Roi, vicomte du Mont-Notre-Dame & Baron de Bazoches, seigneur de Châtillon-sur-Marne, de Lhuys, de Grigny & de Quincy en partie, Gentilhomme ordinaire de la Chambre du Roi, épousa en 1584 Marie de Boussut.
  - Sans descendance, François d'Aumale auteur de la branche du Quesnoy hérite du vicomté du Mont-Notre-Dame.

### Branche des seigneurs du Quesnoy
- François 1er d'Aumale, chevalier, seigneur du Quesnoy, de Boisrault, de Boubers, de Linières, de Sauchoi, en mars 1545, il fit hommage de la seigneurie du Quesnoy à Jean de Melun, vicomte de Gand & seigneur de Caumont, marié en 1548 à Michelle de Bayencourt, dont :
  - François, qui suit :
  - Gabriel, qui a formé la branche des seigneurs de Balastre, vicomtes du Mont-Notre-Dame.
- François II d'Aumale, écuyer, seigneur du Quesnoy , de Boubers , de Boisrault, etc., en 1577, il partage avec son frère les biens de ses parents, par son testament en aout 1596, il ordonne que son corps enterré dans le chœur de l'église de Saint-Martin-de-Boisrault. Marié en 1573 à Demoiselle Michelle de Gadimez, il laissa douze enfants connus :
  - Adrien, seigneur du Quesnoy, mort avant mariage sans descendance.
  - Jean, qui suit :
  - Nicolas.
  - Philippe.
  - Adrien, religieux à l'Abbaye Saint-Jean-des-Prémontrés d'Amiens à Amiens.
  - Charles, curé de Borenc & religieux à l'Abbaye de Selincourt.
  - Pierre, seigneur de Talonville, acquit en novembre 1632 la seigneurie de Vergier par Marie de La Fons, veuve de Philippe d'Aumale, et lui céda en partie la Vicomté du Mont-Notre-Dame.
  - François.
  - Claude.
  - Marie, marié en 1604 à Oudart de Bernetz.
  - Isabelle, religieuse.
  - Anne, religieuse.
- Jean III d'Aumale, écuyer, seigneur du Quesnoy, de Boisrault, de Vaudricourt, devient Vicomte du Mont-Notre Dame après la mort de son cousin Jacques d'Aumale, de son mariage en 1620 avec Louise de Cajac, ils eurent 12 enfants connus :
  - Charles, qui suit :
  - Claude, Prieur de Montespilouer.
  - François, sans descendance.
  - Jacques, auteur de la branche des seigneurs de Mareuil et Murtin.
  - Dominique, mort à l'armée.
  - Alexandre, mort en 1685.
  - Marie, marié à Jean de Nais-Castera. Capitaine de cavalerie, tué au siège d'Aire en 1641.
  - Michelle, religieuse.
  - Gilette, religieuse.
  - Marguerite, religieuse.
  - Louise, religieuse.
  - Marguerite, religieuse.
- Charles d'Aumale, écuyer, seigneur du Quesnoy, etc., en février 1665, il rend hommage de la seigneurie du Quesnoy au prince de Bournonville, Baron de Caumont, épousa en 1672, Eléonore-Henriette de Saint-Just, Dame et chanoinesse de Remiremont, dont :
  - Marie-Louise, marié à François de Calonne, seigneur d'Avesnes.
  - Isabelle-Henriette, non mariée.

### Branche des seigneurs de Mareuil et de Murtin
- Jacques d'Aumale († 1708), écuyer, seigneur de Mareuil, maintenue dans sa noblesse en janvier 1699 par ordonnance M. Bignon, intendant généralité d'Amiens. marié en 1675 à Suzanne de Courcelles, fille de Gilbert, seigneur de la Grange aux Moines et Claude Le Sestre, dont :
  - Nicolas-François († 1711), capitaine dans le régiment de Berry.
  - Pierre, Enseigne de Vaisseau.
  - Jacques-Antoine, qui suit :
  - Charles, auteur de la branche des seigneurs de Mareuil, de Lievin & du Charmel.
  - Marie-Madeleine.
  - Marie-Jeanne, reçue à Saint-Cyr en 1690.
  - Charlotte, reçue à Saint-Cyr en 1692.
- Jacques-Antoine d'Aumale, chevalier de Saint-Louis, seigneur de Murtin en Champagne, de Ham & du Petitbois, successivement lieutenant d'infanterie puis capitaine dans le régiment de Berry, sous-lieutenant aux Gardes Françaises, il combat dans plusieurs guerres, il épouse en 1720 Demoiselle Henriette-Françoise de Polastron de La Hillière, dont :
  - Claude-Emery, mort jeune.
  - Jean-Henry, mort jeune.
  - Jacques-Louis, qui suit :
  - René, mort jeune :
  - Jeanne-Henriette.
  - Marie-Josephe, morte jeune :
  - Louise-Victoire, reçu à Saint-Cyer en 1736.
  - Anne-Ferdinande.
  - Françoise-Félicité, reçu à Saint-Cyr en 1739.
  - Marie-Henriette-Edouarde-Rosalie, reçu à Saint-Cyr en 1740, marié en 1774 à son cousin Louis-Anne-Antoine d'Aumale († 1821), chevalier de l'ordre de Saint-Louis, vicomte du Mont-Notre-Dame, de Branges & Bourg-et-Comin, maréchal de camp.
  - Charlotte-Denise-Louise-Pauline.
- Jacques-Louis d'Aumale, chevalier, sans descendance.

### Branche des seigneurs de Mareuil de Lievin et du Charmel
- Charles d'Aumale, chevalier de l'ordre royal de St-Lazare de Jérusalem, seigneur de Mareuil, de Lievin en Artois et du Charmel en Soissonais, capitaine et Ingénieur en chef, il participe à de nombreuses guerres et sièges militaire, marié en 1717 à Marie-Marguerite-Josephe de Blocquel de Croix, dont :
  - Adrien-Alexandre-Gabriel, qui suit :
  - Charles-François-Marie, chevalier de Saint-Louis, ingénieur ordinaire du roi, maréchal de camp et colonel dans le corps royal de l'artillerie, marié en 1756 à Geneviève de Colincourt.
  - Amable-Joseph.
  - Louis-Stanislas, chevalier de Saint-Louis, vicomte d'Aumale.
  - Amable-Fançois, mort jeune.
  - Marie-Marguerite-Charlotte, reçu à Saint-Cyr en 1727.
  - Marie-Sophie, mort jeune.
  - Isabelle-Marie-Maximilienne, mort jeune.
  - Scholastique-Florence, reçu à Saint-Cyr en 1732.
  - Marie-Félicité.
  - Sophie-Gabrielle.
- Adrien-Alexandre-Gabriel d'Aumale, lieutenant dans le régiment de Navarre, mort en Bohême en 1742.

### Branche des seigneurs de Balastre et Vicomte du Mont-Notre-Dame
- Gabriel d'Aumale, écuyer, seigneur de Chaussoi, de Montcler, de Glagelois et de Ripot, en 1577, il partagea avec son frère ainé les biens de leurs père et mère. Marié en 1581 à Catherine de Paillart, Dame de Balastre & de Bugny, dont :
  - Philippe, qui suit :
  - Antoine, auteur  de la branche des seigneurs de Bugny & Yvencheux.
  - Gabrielle.
  - Charlotte.
- Philippe II d'Aumale († 1632), écuyer, seigneur de Balastre, en 1620, il transigèrent avec ses sœurs sur le partage des biens de leurs père. il a épousé en 1620 Marie de La Fons, en novembre 1632, elle céda la seigneurie du Vergier à Pierre d'Aumale, seigneur de Talonville, en échange de quoi il lui cède la vicomté du Mont-Notre-Dame, ils eurent comme enfants :
  - Louis, qui suit :
  - Marie, marié à Gabriel de Rocque, seigneur de Ville, de Porquericourt, de Vaucelles, capitaine des gardes du duc de Mayenne.
  - Jeanne, marié à Léonor d'Héricourt, seigneur de Courcelles, en secondes noces à Charles d'Ecqueri, seigneur de Cocherai.
  - Anne, sans descendance.
  - Charlotte, sans descendance.
  - Gabrielle, sans descendance.
- Louis 1er d'Aumale († 1660), seigneur de Balastre & Vicomte du Mont-Notre-dame, partage les successions de leurs père et mère avec ses sœurs en 1658, épouse en 1655 Madeleine du Clozel, dont : 
  - Louis, qui suit:
  - Charles, mort jeune.
  - Trois filles non mariées.
- Louis II d'Aumale, seigneur de Balastre, Vicomte du Mont-Notre-Dame, de Saint-Mandé & de Voisin, capitaine de cavalerie au régiment de Furstemberg, en novembre 1673, il épouse en premières noces, Michelle-Elisabeth d'Harzillemont, fille unique de François d'Harzillemont, seigneur de Branges, de Loupeigne, etc., et de sa femme Angélique Renart, dont : 
  - Michel, qui suit :
  - Pierre.
  - Marie-Louise, marié à François de Boubers, seigneur de Vaugenlieu.
  - six autres enfants mort jeune.
- Du second mariage en 1689 avec Marie-Charlotte Doucet il eut :  
  - Louis-Charles.
  - Louis-Charles.
  - Jean-Baptiste.
  - Marie-Charlotte,
  - Marie-Louise, décédée en 1743.
  - Françoise, reçu à Saint-Cyr en 1714.
- Michel d'Aumale, chevalier, Vicomte du Mont-Notre-dame, seigneur de Branges, de Ban-Saint-Georges, de Lescouettes & des Boulaux, marié en 1718 à Marie-Anne Oudan, dont :
  - Louis-Michel-François, qui suit :
  - Louise-Thérèse, reçu à Saint-Cye en 1729.
  - Marie-Charlotte, religieuse à l'abbaye de Gomer-Fontaine.
  - Trois autres filles.
- Louis-Michel-françois d'Aumale, chevalier, vicomte du Mont-Notre-Dame, lieutenant au régiment de Vermandois. Marié à Marie-Cécile-Berthe de Pommery, dont :
  - Louis-Anne-Antoine, qui suit :
- Louis-Anne-Antoine d'Aumale († 1821), chevalier de l'ordre de Saint-Louis, vicomte du Mont-Notre-Dame, de Branges & Bourg-et-Comin, maréchal de camp, marié en 1774 à sa cousine Marie-Henriette-Edouard-Rosalie d'Aumale, fille de Jacques-Antoine d'Aumale et d'Henriette-Françoise de Polastron[5], dont une fille unique :
  - Marie-Rosalie-Louise-Anne-Joséphine, vicomtesse du Mont-Notre-dame, non marié.

### Branche des seigneurs d'Yvrencheux et de Bugny
- Antoine d'Aumale, écuyer, seigneur de Bugny et de La Folie, maintenue en 1634 dans sa noblesse par sentence des élus de Crépy, Lieutenant de Roi de la ville de Ham, capitaine de 100 hommes de pied, en juillet 1619, il épouse Vulgane de Bovelles, dont :
  - Claude, qui suit :
  - Claude, marié à Louis de Betton, écuyer, sieur de Gisors.
- Claude d'Aumale, écuyer, seigneur d'Yvrencheux & de Bugny, en 1664, il rend hommage à Antoine d'Estourmel, seigneur de Frestoi, marié en 1652 à Jeanne Blondel, veuve de Louis de Sorel, seigneur de Sorel, d'Ugni & Plessis-Godin, dont 5 enfants :
  - Claude, mort jeune.
  - André, qui suit :
  - Louis dit le Chevalier d'Aumale Garde du Roi & Aide-Major de la ville de Condé, non marié.
  - Louise, marié en 1677 à Charles Fournel, seigneur de Beauregard.
  - Jeanne, religieuse bénédictine à Abbeville.
- André d'Aumale, seigneur d'Yvrencheux & de Bugny, chevalier, lieutenant au régiment de dragons de Sailli, capitaine au régiment de Vaucelles, il épouse en 1692, Margeurite Hemart, fille de Jean-Baptiste Hemart, écuyer, seigneur de Brévilers, Nauroy & Boismidi, dont :
  - Jean-Baptiste-André, qui suit :
  - François, mort jeune.
  - Louis-Alexandre, mort jeune.
  - Claude-Alexandre.
  - Marc-Antoine.
  - Marie-Louise, reçu à Saint-Cyr en novembre 1714.
- Jean-Baptiste-André d'Aumale, chevalier, seigneur d'Yvrencheux & de Bugny, lieutenant du régiment de Milices du Marquis de Melun, capitaine de Milices dans le régiment d'Arrest, de son mariage en 1727 avec Louise-Claire Fournel, il a 3 enfants connu :
  - Charles-Louis-André, qui suit :
  - Alexandre-François, mort à 19 ans.
  - Philippe-Antoine, mort jeune.
  - Charles-Joseph, chevalier de Saint-Louis, chef de brigade d'Artillerie, sans alliance.
  - Alexis, mort jeune.
  - Louise-Claire, marié en 1735 à Jacques Morel de Boncourt.
- Charles-Louis-André d'Aumale, chevalier, seigneur d'Yvrencheux, de Bugny & de Courcelles, chevaux léger de la garde du Roi, marié en 1763 à Madeleine-Geneviève-Charlotte Prévost de Méronval, dont :
  - André-Charles-Marie-Joseph, qui suit :
  - Marie-Louise-Charlotte, marié en 1791 à Antoine-Claude-François de Banastre.
- André-Charles-Marie-Joseph d'Aumale, chevalier, seigneur d'Yvrencheux & de Bugny, marie en 1793 à Angélique-Constance Blondin de Baizieux, dont :
  - André-Charles-Joseph-Jules, qui suit :
  - Antoine-Louis-Henri, mort jeune.
  - Antoine-François-Gustave, décédé en 1854, non marié.
- André-Charles-Joseph-Jules d'Aumale, comte d'Aumale, chevaux-léger de la garde du roi, capitaine au 4e régiment de chasseurs à cheval, il épouse en 1832, Marie-Isabelle-Aline du Camp de Rosamel, dont :
  - André-Marie-Henri, comte d'Aumale, commandeur de l'ordre de la Légion d'honneur, général de division, sans alliance.
  - Claude-Marie-Ernest, qui suit :
- Claude-Marie-Ernest d'Aumale, vicomte d'Aumale, marié en 1865 à Elisabeth-Marie-Armande Morillot, dont :
  - Françoise-Marie-Paule, religieuse.
  - Charlotte-Marie-Suzanne, marié à Pierre Hecquet de Beaufort.
  - André-Marie-Jean, capitaine au 17e régiment de Dragons, marié à Marie-Blanche-Hélène Gault, dont deux filles.
  - Jacqueline sans alliance.
  - Armand-Marie-Jacques, qui suit ;
- Armand-Marie-Jacques d'Aumale, comte d'Aumale, diplomate, marié à Elisabeth Le Bon de la Pointe, dont :
  - Christian, qui suit :
- Christian d'Aumale (1918-2012), commandeur de la Légion d’honneur et de l’ordre national du Mérite, ambassadeur de France, épouse de Claude Darrasse, dont 2 enfants :
  - Geoffroy, dont postérité.
  - Béatrice.

### Branche des seigneurs de Haucourt
- Charles d'Aumale, écuyer, seigneur de Haucourt, de Rieu & de Chignoles, homme d'armes de la compagnie du Comte de Dammartin, il épouse Antoinette de Pardieu, dont :
  - Philippe, qui suit :
  - Charlotte, dame de Martinville, près de Rambures, marié en 1539 à Antoine de Brouilly.
- Philippe d'Aumale (1528-1550), écuyer, seigneur de Haucourt, de Rieu & de Chignoles, tué au siège de Boulogne à 22 ans, marié en 1545 à Antoinette de Hangest, dont :
  - Nicolas, qui suit :
  - Philippe, mariée en premières noces au seigneur de Moyencourt et en secondes noces à N... de La Porte, seigneur d'Outreville près de Nointel.
  - Michel, Guidon des Gendarmes du Prince de Condé.
  - Jeanne, marié en premières noces à Claude de La Fayette, Baron de Saint-Romain, en secondes noces à Lancelot du Lac, Baron de Chémerolles.
- Nicolas d'Aumale, écuyer, seigneur de Haucourt, de Chignoles, de Rieu, de Marcel-la-Cave, de Courtemanche & Terrigny, gentilhomme ordinaire de la chambre du roi, Lieutenant de la compagnie des Gendarmes du Prince de Condé, Gouverneur de ce Prince et son premier Chambellan, il épouse en 1570 Charlotte Gaillard, dont :
  - Daniel, qui suit :
  - Benjamin, auteur de la branche des seigneurs de La Horgne.
  - Charles, seigneur de Courtemanche, décède à Ostende, capitaine au régiment de Châtillon.
  - Philippe, seigneur de Congerville & de Terrigny, premier écuyer du Prince de Condé, marié à Madeleine de Jaucourt. dont une fille unique.
  - Paul, auteur de la branche des seigneurs de Gondreville.
  - Henri, mort à Bergopzom.
  - Charlotte, marié en 1591 à Antoine du Gard.
  - Elisabeth, marié à François Du Four, sieur de Mez.
- Daniel d'Aumale, chevalier, seigneur de Haucourt, premier chambellan du Prince de Condé, en 1620 il partagea les successions de ses parents avec ses frères et sœurs, en 1607 il épousa Françoise de Saint-Paul, dont sept enfants connu :
  - Henri, seigneur de Rieu, tué au siège de Bois-le-Duc, sans postérité.
  - Claude, mort jeune :
  - Charles, seigneur de Haucourt, colonel d'Infanterie au service des Provinces-Unis.
  - Philippe-Nicolas, qui suit :
  - Charlotte, marié à Claude de La Vespierre.
  - Jeanne, non mariée.
  - Suzanne, marié à Frédéric de Schomberg, comte de Schomberg, protestant.
- Philippe-Nicolas d'Aumale dit le Marquis de Haucourt, seigneur de Gennes, de Villiers-Outreau & de Montdetour, protestant se retire en Hollande, marié à Anne de Cuyck-Miérop, dont :
  - Jacques, qui suit :
  - Joachim-Daniel.
  - Charles-Louis.
  - Charles-Jacob.
  - Cornelie-Charles.
  - Sophie-Charlotte, marié à Frédéric de Noyelles.
  - Amarante-Cornelie.
- Jacques d'Aumale dit le Marquis de Haucourt, marié à Civile-Suzanne, baronne du Tour-sur-Marne, dont :
  - Jacob.
  - Charles.
  - Philippe.
  - Frédéric.
  - Charles.

### Branche des seigneurs de la Horgne
- Benjamin d'Aumale, seigneur de La Horgne & de La Marche, marié à Edmée de Barizi, dont :
  - Benjamin, seigneur de la Horgne.
  - Philippe.
  - Daniel.
  - Victor, gentilhomme de la chambre du Prince d'Orange.
  - Edmée, dame & Chanoinesse de Remiremont.
  - Ermengarde, marié à de Ranchecourt, seigneur d'Autrveille.
  - Suzanne, mort en 1651.
  - Madeleine, mort jeune.
  - Jeanne.
  - Anne, marié à Jacquelin.
  - Anne, marié en 1640 à Robert de Lallier, seigneur de Blamont & de Fayet.

### Branche des seigneurs de Gondreville
- Paul d'Aumale, seigneur de Chignoles & de Perthes, marié à Judith Travaut, dont :
  - Louis, qui suit :
  - Anne, femme du Fayet près de Saint-Quentin.
  - Judith, marié en 1648 à Jean de Proisy, seigneur de Mauregny près de Laon.
  - Jeanne, marié à de l'Espingal, sieur de Betoncourt demeurant à Metz.
- Louis d'Aumale, seigneur de Gondreville & de Chignoles, marié à Jeanne de Pas, dont une fille :
  - Judith, marié en premières noces à Jean de Maubert, et en secondes noces avec Louis de Crussol-Uzès dit le comte de Crussol.

### Branche des seigneurs de Nampsel
- Guillaume d'Aumale, chevalier, seigneur de Fontaine-Notre-Dame, d'Herselines, de Bouillencourt & de Chavigny-le-Sort, l'un des Cent gentilshommes du Roi en 1497 & 1505, marié en premières noces à Louise de Villepeque, Dame de Nampsel, en secondes noces à Antoinette de Bissipat, Dme de Trassereux, dont un fils unique :
  - Jean, qui suit :
- Jean II d'Aumale, chevalier, seigneur de Nampsel, marié à Florence de Blécourt, dont sept enfants connus :
  - Charles, écuyer, seigneur de Nampsel, marié à Catherine de Conflans, sans postérité.
  - François, seigneur de Nampsel, l'un des Cent Gentilshommes de la Maison du Roi en 1548 & 1557, marié à Charlotte de l'Isle, sans postérité.
  - Michel, qui suit :
  - Antoine, chevalier de Malte.
  - Jean, mort jeune.
  - Françoise, Marié à Nicolas de Grouches.
  - Bonne, marié à Charles de La Fontaine, seigneur de Wiarmes.
- Michel d'Aumale, chevalier, seigneur de Nampsel, marié à Anne de La Vieuville, dont trois enfants connu :
  - Philippe, sans descendance.
  - Caterin, qui suit :
  - Louise, marié à de Louis du Glas, seigneur de Ployart.
- Caterin d'Aumale, chevalier, seigneur de Nampsel, capitaine-lieutenant des Cent Suisses de la Garde du Roi & Gentilhomme ordinaire de sa chambre, marié à Louise Hotman, fille de François Hotman, sieur de Mortefontaine, ambassadeur en Suisse & trésorier de l'Epargne, dont :
  - Robert, seigneur de Nampsel, tué devant Rumigny.
  - Jean, seigneur de Nampsel, dont on ignore sa postérité.
  - Lucrèce, marié à Louis de Rivaude.
  - Louise, promise à Jean de Montmorency, mort noyé accidentellement avant l'accomplissement de son mariage.
  - une autre fille religieuse à l'abbaye Notre-Dame de Jouarre.

## Personnalités
- Jacques d'Aumale (1886-1979), diplomate en Orient et consul général de Jérusalem ;
- Christian d'Aumale, ambassadeur de France

## Alliances
Les principales alliances de la famille d'Aumale sont : de Moreuil, de Rasse, d'Estourmel, de Villiers de l'Isle-Adam, de Pardieu, d'Hangest, Gaillard de Longjumeau, de Jaucourt, de Crussol d'Uzès, de Pas de Feuquières, de Polastron, de Blocquel-Wismes, de Marie, de Boubers, de Caulaincourt, de la Fons, de Banastre, du Campe de Rosamel.

## Pour approfondir